# اچ‌ام‌اس الیمپوس (اس۱۲)
اچ‌ام‌اس الیمپوس (اس۱۲) (به انگلیسی: HMS Olympus (S12)) یک زیردریایی بود که طول آن ۸۹٫۹۹ متر (۲۹۵٫۲ فوت) بود. این زیردریایی در سال ۱۹۶۱ ساخته شد.